# Spyridium coalitum
Spyridium coalitum är en brakvedsväxtart som beskrevs av Kellermann och W.R.Barker. Spyridium coalitum ingår i släktet Spyridium och familjen brakvedsväxter. Inga underarter finns listade i Catalogue of Life.